# نيكولاي ليبيدينكو
نيكولاي ليبيدينكو (بالروسية: Никола́й Лебеде́нко) مهندس عسكري روسي، يُعرف في الغالب بأنه المطور الرئيسي لدبابة ليبيدينكو، أو دبابة القيصر ، التي كانت أكبر مركبة مدرعة في التاريخ، جرى بناؤها في 1916-1917. كان ليبيدينكو يعمل في شركة خاصة، عملت في وزارة الحرب الروسية، حيث صممت أجهزة المدفعية قبل وأثناء الحرب العالمية الأولى ، بالإضافة إلى آلية إطلاق القنابل لمفجر طائرة إيليا موروميتس.

## سيرته
لا يُعرف سوى القليل عن سيرة ليبيدينكو أو سنة ميلاده ووفاته. تشير صفحة موقع الويب الخاص بمتحف مدينة موسكو إلى أنه ولد في 2 مارس 1879 وتوفي في 26 مايو 1948. خلال الحرب، كان يمتلك مختبرًا خاصًا في شارع سادوفايا-كودرينسكايا في موسكو ، حيث طور مشاريعه للجيش الإمبراطوري الروسي ، بما في ذلك دبابة القيصر. وقد أثارت فكرته اهتمام نيكولاي جوكوفسكي ، وهو عالم التقى به سابقًا في مؤتمر علمي وطبي قبل الحرب، وهكذا بدأ التطوير. بعد أن غادر روسيا إلى الولايات المتحدة في خريف عام 1917، لم يُعرف أي شيء عن مصير ليبيدينكو. ومع ذلك، فمن الممكن تمامًا أن يكون ليبيدينكو قد توفي موتًا طبيعيًا هادئًا، حيث كان عمره حوالي 70 عامًا في عام 1917.